# Kevin Haney
Kevin Haney (geb. vor 1982) ist ein Maskenbildner und Spezialeffektkünstler.

## Leben
Haney begann seine Karriere im Filmstab 1982 mit dem B-Movie-Horrorfilm Basket Case – Der unheimliche Zwilling von Frank Henenlotter. Er war als Maskenbildner und Spezialeffektkünstler an zahlreichen großen Hollywood-Blockbustern tätig, darunter A.I. – Künstliche Intelligenz, Indiana Jones und das Königreich des Kristallschädels und Guardians of the Galaxy. 1990 wurde er für Bruce Beresfords Drama Miss Daisy und ihr Chauffeur zusammen mit Manlio Rocchetti und Lynn Barber mit dem Oscar in der Kategorie Bestes Make-up und beste Frisuren ausgezeichnet. In den beiden darauf folgenden Jahren war er bei den Verleihungen der BAFTA Film Awards für Addams Family und Die Addams Family in verrückter Tradition jeweils in der Kategorie Beste Maske nominiert, konnte jedoch keine der beiden Auszeichnungen gewinnen.
Neben seinen Engagements beim Film war Haney auch für das Fernsehen tätig, wofür er zwischen 1992 und 2012 elf Mal für einen Primetime Emmy nominiert war, den er sechs Mal gewinnen konnte.

## Filmografie (Auswahl)
- 1982: Basket Case – Der unheimliche Zwilling (Basket Case)
- 1983: Amityville III (Amityville 3-D)
- 1985: Cocoon
- 1989: Miss Daisy und ihr Chauffeur (Driving Miss Daisy)
- 1991: Addams Family (The Addams Family)
- 1993: Die Addams Family in verrückter Tradition (Addams Family Values)
- 1994: Die Verurteilten (The Shawshank Redemption)
- 1997: Air Force One
- 1999: Austin Powers – Spion in geheimer Missionarsstellung (Austin Powers: The Spy Who Shagged Me)
- 2000: Der Grinch (How the Grinch Stole Christmas)
- 2001: A.I. – Künstliche Intelligenz (A.I. – Artificial Intelligence)
- 2006: Santa Clause 3 – Eine frostige Bescherung (The Santa Clause 3: The Escape Clause)
- 2008: Indiana Jones und das Königreich des Kristallschädels (Indiana Jones and the Kingdom of the Crystal Skull)
- 2009: Star Trek
- 2013: Iron Man 3
- 2014: Guardians of the Galaxy
- 2014: The Return of the First Avenger (Captain America: The Winter Soldier)
- 2021: Space Jam: A New Legacy
- 2022: Hocus Pocus 2
- 2023: Guardians of the Galaxy Vol. 3

## Auszeichnungen (Auswahl)
- 1990: Oscar in der Kategorie Bestes Make-up und beste Frisuren für Miss Daisy und ihr Chauffeur
- 1992: BAFTA-Film-Award-Nominierung in der Kategorie Beste Maske für Die Addams Family
- 1994: BAFTA-Film-Award-Nominierung in der Kategorie Beste Maske für Die Addams Family in verrückter Tradition